# Stazione di San Giorgio di Nogaro
La stazione di San Giorgio di Nogaro è una stazione ferroviaria nodale di superficie del Friuli-Venezia Giulia che si trova sulla linea ferroviaria Venezia - Trieste. Inoltre, la stazione è capolinea della linea ferroviaria secondaria Palmanova - San Giorgio di Nogaro, ora dismessa e sostituita da autobus.

## Storia
La stazione venne inaugurata il 26 agosto 1888 quando venne aperto il tratto ferroviario che la collegava con la stazione di Palmanova. Il 31 dicembre 1888, la stazione venne poi collegata con quella di Portogruaro completando il tratto ferroviario proveniente da Venezia. Infine, il 18 ottobre 1897 la stazione venne poi collegata con quella di Cervignano completando così l'intero tratto ferroviario Venezia - Trieste. Nel 1997 venne dismesso il tratto Palmanova - San Giorgio di Nogaro.
Dal 2015 non sono più utilizzati il bar ed i servizi igienici.

## Strutture e impianti
Nella stazione sono presenti 3 binari passeggeri, ma solamente 2 vengono utilizzati (il binario 2 in direzione Trieste e il binario 3 in direzione Venezia).
Sono presenti inoltre altri binari riservati alla movimentazione delle merci, dai quali parte il raccordo per Porto Nogaro.

## Movimento
La stazione è servita da treni regionali svolti da Trenitalia nell'ambito del contratto di servizio stipulato con la Regione Friuli-Venezia Giulia.

## Servizi
- Biglietteria automatica
- Sala d'attesa